# Pleasant Valley (Texas)
Pleasant Valley è una città degli Stati Uniti d'America, situata nello Stato del Texas, nella Contea di Wichita.